# Quận Crenshaw, Alabama
Quận Crenshaw là một quận thuộc tiểu bang Alabama, Hoa Kỳ. Quận được đặt tên theo Anderson Crenshaw. Dân số năm 2000 của quận này là 13.665 người. Quận lỵ là Luverne. Quận Crenshaw được lập ngày 30/11/1866.